# 急性呼吸窘迫症候群
急性呼吸窘迫综合征（英語：Acute respiratory distress syndrome），又称湿肺是由多种肺内因素（肺炎、误吸等）或肺外因素（脓毒症、急性胰腺炎、外伤等）所诱发的一种危及生命的非心源性肺水肿，伴有严重低氧血症、肺顺应性降低、动静脉分流增多和生理死腔增加。以肺容积减少、肺顺应性降低、严重的通气／血流比例失调为病理生理特征，临床上表现为进行性低氧血症和呼吸窘迫，肺部影像学上表现为非均一性的渗出性病变。ARDS是急性呼吸衰竭最常见的类型。
旧称急性肺损伤（Acute lung injury，ALI）现归属于轻症ARDS的范畴。

## 病因
ARDS的原因复杂多样。严重肺部（肺炎）或全身感染（败血症），创伤，多次输血，严重烧伤，严重胰腺炎（胰腺炎），溺水或其他吸入事件之后，药物反应等。 一些ARDS病例与创伤后复苏期间使用的大量液体有关。
根据肺损伤的机制，可将ARDS病因分为直接因素（肺内因素）和间接因素（肺外）损伤：
- 直接性损伤：
  1. 误吸：吸入胃内容物、毒气、烟雾、溺水、氧中毒等
  2. 弥漫性肺部感染：细菌、病毒、真菌及肺囊虫感染等
  3. 肺钝挫伤
  4. 肺手术：肺移植后、肺部分切除术后
  5. 肺栓塞：脂肪栓塞、羊水栓塞、血栓栓塞等
  6. 放射性肺损伤
- 间接性损伤：
  1. 休克：低血容量性休克、感染性休克、心源性休克、过敏性休克等
  2. 严重的非肺部创伤：头部伤、骨折、烧伤等
  3. 急诊复苏导致高灌注状态
  4. 代谢紊乱：急性重症胰腺炎、糖尿病酮症酸中毒、尿毒症等
  5. 血液学紊乱：弥漫性血管内凝血（DIC）、体外循环、血液透析、大量输血
  6. 药物：海洛因、噻嗪类、水杨酸类、巴比妥类催眠剂等
  7. 神经源性因素：脑干或下丘脑损伤、颅内压升高等
  8. 妇产科疾病：妊娠性高血压综合征、子宫瘤、死胎。

## 病理學
有很多情況和成人呼吸性窘迫症候群的發生有關（見表1）。
| 物理性       | 感染性 | 免疫性       |
| 外傷         | 敗血症 | 任何嚴重疾病 |
| 頭部損傷     | 肺炎   | 輸血         |
| 爆炸傷       |        | 心與肺的     |
| 吸入酸性物質 |        | 血管旁通     |
| 脂肪栓塞     |        | 過敏         |
| 吸入濃煙     |        | 任何嚴重疾病 |

肺泡微血管有較高的通透度，使蛋白質狀的液體漏至肺泡中，構成所謂的「非心因性肺水腫」。這些蛋白質狀的物質凝集形成玻璃質膜（hyaline membrane），且有發炎細胞的增生。漸漸地這些急性發炎過程消退，開始癒合，可能產生廣泛的肺間質纖維化。

## 诊断

### 柏林定义
2011 年由欧洲重症医学会发起、美国胸腔学会和重症医学会支持召集的专家小组采用共识程序制定了 "柏林定义"。ARDS表现为急性发作、胸部X线成像或CT扫描显示非心脏来源的双侧肺部浸润，以及 PaO2/FiO2比值低于 300 mmHg，伴有PEEP/CAAP ≥ 5 cm H2O。具体来所说需满足以下四点：
- 明确诱因下1周内出现的急性或进展性呼吸困难；
- 胸部X线平片/胸部CT 显示不能完全用胸腔积液、肺叶/全肺不张和结节影解释的双肺浸润影；
- 不能完全用心力衰竭和液体负荷过重解释的呼吸衰竭。如果临床没有危险因素，需要用客观检查（如超声心动图）来评价心源性肺水肿；
- 低氧血症 在机械通气参数呼气末正压 (PEEP) /持续气道正压 (CPAP) 不低于5cm H2O 的条件下测定PaO2，根据PaO2/FiO2[note 1]确立ARDS诊断，并按严重程度分轻度、中度和重度3种：

- 轻度：200 mmHg < PaO2/FiO2 ≤ 300 mmHg

- 中度：100 mmHg < PaO2/FiO2 ≤ 200 mmHg

- 重度：PaO2/FiO2 ≤ 100 mmHg

### 鉴别诊断
由于多种疾病都可以表现为急性发作的双侧肺部浸润伴低氧血症，在建立ARDS时需排除如急性心源性肺水肿、弥漫性肺泡出血、双侧肺炎等疾病等的可能性。

## 流行病学
据估计，在全球范围内ARDS患者占ICU总住院患者的10.4%，但由于估计约有40%的ARDS未被诊断，实际的ARDS发病率可能高于这一水平。

## 历史
该概念由Ashbaugh等人于1967年首次提出。原名“成人呼吸窘迫综合征”（adult respiratory distress syndrome），后随认识进展明确该综合征可发生于任何年龄，故多采用术语“急性呼吸窘迫综合征”（acute respiratory distress syndrome）。两者均缩写为“ARDS”。
由于急性肺损伤（Acute lung injury，ALI）和ARDS实为同一疾病过程的两个阶段，为避免使用不同命名区分严重程度可能带来的困惑，柏林定义取消了ALI的命名，将ALI和ARDS统一称为ARDS，原ALI相当于现在的轻症ARDS。

## 延伸閲讀
- Marino, Paul. . Baltimore: Williams & Wilkins. 2006. ISBN 978-0781748025.
- Martin GS, Moss M, Wheeler AP, Mealer M, Morris JA, Bernard GR. . Crit. Care Med. 1 August 2005, 33 (8): 1681–7. PMID 16096441. doi:10.1097/01.CCM.0000171539.47006.02.
- Jackson WL, Shorr AF. . Crit. Care Med. 1 June 2005, 33 (6): 1420–1. PMID 15942365. doi:10.1097/01.CCM.0000167073.99222.50.
- Mortelliti MP, Manning HL. . Am Fam Physician. May 2002, 65 (9): 1823–30  [2020-02-10]. PMID 12018805. （原始内容存档于2008-09-06）.
- Metnitz PG, Bartens C, Fischer M, Fridrich P, Steltzer H, Druml W. . Intensive Care Med. February 1999, 25 (2): 180–5. PMID 10193545. doi:10.1007/s001340050813. （原始内容存档于1999-11-03）.

## 外部連結
- ARDSNet （页面存档备份，存于）—the NIH / NHLBI ARDS Network
- ARDS Support Center—information for patients with ARDS